# Alon Amsel
Alon Amsel (ur. 22 lipca 1979) – belgijski brydżysta, World Master (WBF).

## Wyniki brydżowe

### Olimpiady
Na olimpiadach uzyskał następujące rezultaty:
| Olimpiady brydżowe. Zawody teamów | Olimpiady brydżowe. Zawody teamów | Olimpiady brydżowe. Zawody teamów | Olimpiady brydżowe. Zawody teamów | Olimpiady brydżowe. Zawody teamów | Olimpiady brydżowe. Zawody teamów |
| Rok                               | Miejsce                           | Zawody                            | Kategoria                         | Drużyna                           | Pozycja                           |
| --------------------------------- | --------------------------------- | --------------------------------- | --------------------------------- | --------------------------------- | --------------------------------- |
| 2008                              | Pekin                             | 1. Olimpiada Sportów Umysłowych   | Open                              | Belgium                           | 9                                 |

### Zawody światowe
W światowych zawodach zdobył następujące lokaty:
| Mistrzostwa Świata. Konkurencja teamów | Mistrzostwa Świata. Konkurencja teamów | Mistrzostwa Świata. Konkurencja teamów  | Mistrzostwa Świata. Konkurencja teamów | Mistrzostwa Świata. Konkurencja teamów | Mistrzostwa Świata. Konkurencja teamów |
| Rok                                    | Miejsce                                | Zawody                                  | Kategoria                              | Drużyna                                | Pozycja                                |
| -------------------------------------- | -------------------------------------- | --------------------------------------- | -------------------------------------- | -------------------------------------- | -------------------------------------- |
| 2004                                   | Stambuł                                | 2. Puchar Świata Teamów Akademickich    | Open                                   | Belgium                                | 2                                      |
| 2000                                   | Maastricht                             | 1. Akademickie Mistrzostwa Świata Temów | Open                                   | Belgium                                | 15                                     |

### Zawody europejskie
W europejskich zawodach zdobył następujące lokaty:
| Zawody europejskie. Konkurencja teamów | Zawody europejskie. Konkurencja teamów | Zawody europejskie. Konkurencja teamów    | Zawody europejskie. Konkurencja teamów | Zawody europejskie. Konkurencja teamów | Zawody europejskie. Konkurencja teamów |
| Rok                                    | Miejsce                                | Zawody                                    | Kategoria                              | Drużyna                                | Pozycja                                |
| -------------------------------------- | -------------------------------------- | ----------------------------------------- | -------------------------------------- | -------------------------------------- | -------------------------------------- |
| 2013                                   | Ostenda                                | 6. Otwarte Mistrzostwa Europy             | Open                                   | Nerazzurri                             | 73                                     |
| 2008                                   | Pau                                    | 49. Mistrzostwa Europy Teamów             | Open                                   | Belgium                                | 25                                     |
| 2004                                   | Praga                                  | 19. Młodzieżowe Mistrzostwa Europy Teamów | Juniorzy                               | Belgium                                | 8                                      |

## Klasyfikacja
- Alon Amsel – klasyfikacja WBF (ang.)
- Alon Amsel – klasyfikacja EBL (ang.)